# Raffaele Ginnari
Raffaele Ginnari (Maratea, 20 maggio 1799 – Lagonegro, 3 febbraio 1865) è stato un patriota italiano.

## Biografia
Nato in Maratea da Casimiro e Vincenza Marotta, di idee mazziniane, nel 1820 fece parte delle società carbonare. Nel 1828 partecipò alle rivolte cilentane, nel 1848 fu fautore dei moti calabresi. Partecipò ai fatti di Campomontese e si arruolò nei Cavalieri della Morte, comandati da Costabile Carducci.
Insieme a questi e ai suoi compagni, fu protagonista dello sbarco di Acquafredda del 4 luglio 1848. Fuggito all'attacco borbonico, scappò a nuoto fino a Cersuta.
Nel 1849 fu arrestato in Calabria, accusato di aver partecipato a una rivolta contro i sovrani,  usufruì dell'indulgenza promulgata il 10 aprile 1850. Fu però condannato a 24 anni di lavori forzati, che nel 1853 furono ridotti a 12.
Nel 1859  fu trasferito dal carcere di Procida a domicilio forzato in Scalea.
Nel 1860 aderì al movimento insurrezionale lucano e, rientrato in Maratea, vi promosse la costituzione di una Giunta Insurrezionale.
Dopo l'Unità d'Italia, fu nominato direttore dei dazi a Lagonegro, cittadina dove morì all'età di 66 anni.